# Kresniški Vrh
Kresniški Vrh – wieś w Słowenii, w gminie Litija. W 2018 roku liczyła 253 mieszkańców.